# Nordpfade

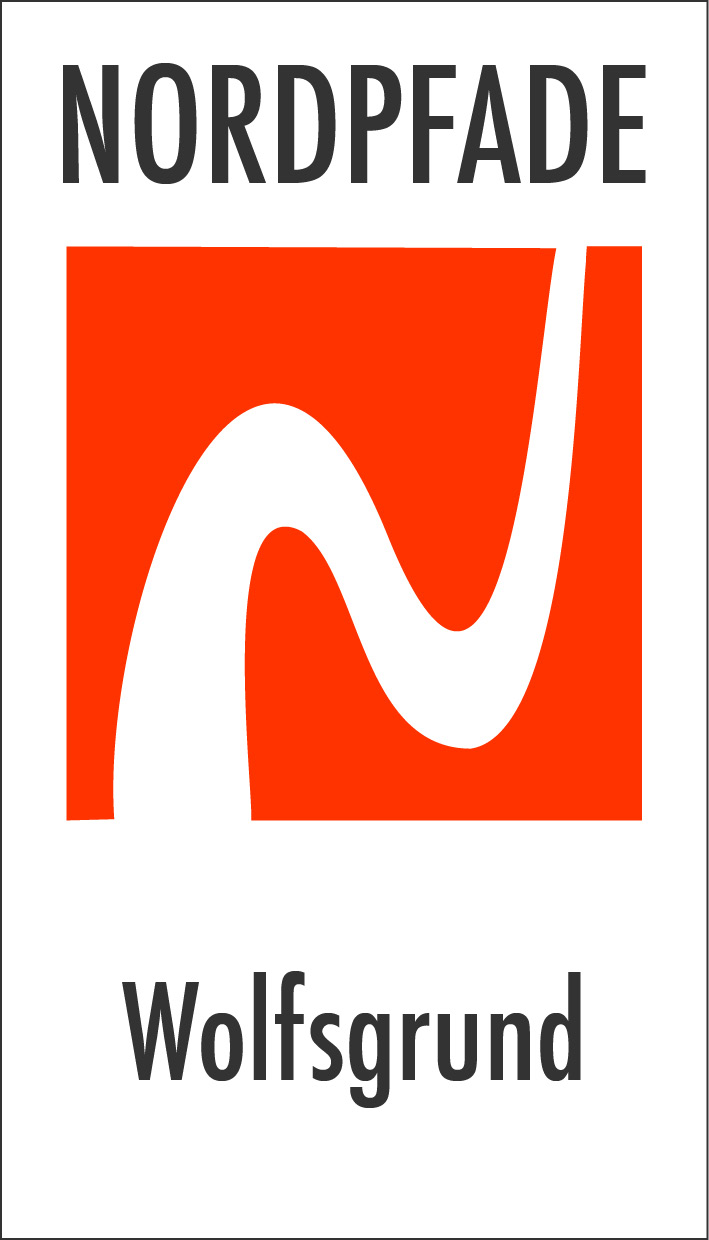
Beispiel: Beschilderung am Nordpfad Wolfsgrund

Die Nordpfade (Eigenschreibweise NORDPFADE) sind 24 Wanderwege im Landkreis Rotenburg (Wümme) zwischen Hamburg, Bremen und Hannover. Die Wege sind zwischen 6 und 32 km lang. Die Strecke aller Nordpfade beträgt zusammen rund 358 km.

## Nordpfade im Überblick
- Hinterholz und Hohenmoor: Länge 14,1 km
- Vörder See – Osteland: Länge 20 km
- Hinzel: Länge 14,1 km
- Hölzerbruch – Malse: Länge 13,4 km
- Eichholz und Franzhorn: Länge 13,4 km
- Huvenhoopsmoor: Länge 14,0 km
- Ostetal: Länge 10,6 km
- Zwei Mühlen: Länge 10,9 km
- Timke Wälder: Länge 18,1 km
- Tarmstedter Moor: Länge 19,5 km
- Kempowskis Idylle: Länge 11,6 km
- Zevener Geest: Länge 23,3 km
- Börde Sittensen: Länge 16,9 km
- Kuhbach-Oste: Länge 9,6 km
- Haxloher Erde: Länge 10,5 km
- Osterberg: Länge 8,2 km
- Wümme und Vareler Heide: Länge 14,1 km
- Kirchsteg-Moore-Bäche: Länge 21,7 km
- Rotenburger Wasserreich: Länge 21,3 km
- Wümmeniederung: Länge 32,5 km
- Wolfsgrund: Länge 5,2 km
- Federlohmühlen: Länge 13,7 km
- Nordpfad Dör’t Moor: Länge 13,7 km
- Riepholm-Gilkenheide: Länge 10,8 km

## Markierung und Beschilderung
Die Rundwanderwege sind in beide Richtungen markiert und ausgeschildert. Aufgrund der guten Beschilderung gelten sie als unverlaufbar. Zu jedem Nordpfad gibt es zwei Startpunkte. Markierungszeichen sind einheitlich mit einem weißen „N“ auf orangefarbenem Grund gekennzeichnet. Darunter befindet sich der jeweilige Name des Nordpfades und ggf. ein Richtungspfeil.

## Natur
Die Nordpfade verlaufen in der Regel auf naturnahen und abwechslungsreichen Wegen und Pfaden. Sie zeichnen sich durch die typisch norddeutsche Landschaft mit Mooren, Heideflächen, Wiesen und Feldern aus. Einige Wege führen an besonders wasserreichen Stellen vorbei wie zum Beispiel der Oste, der Wümme und dem Vörder See in Bremervörde.

## Auszeichnungen
Fünf von 24 Nordpfaden wurden 2019 als „Qualitätsweg Traumtour – Wanderbares Deutschland“ vom Deutschen Wanderverband zertifiziert. Es handelt sich um folgende Wege: Kempowskis Idylle, Dör’t Moor, Hölzerbruch-Malse, Ostetal und Kuhbach-Oste. Im Jahr 2015 hat der Touristikverband Landkreis Rotenburg (Wümme) e.V. einen Sonderpreis des Niedersachsenwettbewerbs „Tourismus mit Zukunft 2015“ mit dem Projekt Nordpfade-„Tischlein deck Dich!“ erhalten. Auf den NordpfadeN Ostetal und Dör’t Moor entstanden im Herbst 2016 jeweils ein „Tischlein deck Dich“-Rastplatz, an denen nahegelegene Gastronomen auf Vorbestellung ein Essen im Grünen anbieten und Wanderer bewirten.